# MetaGer
MetaGer és un metacercador enfocat a protegir la privadesa dels usuaris. Amb seu a Alemanya, i allotjat com a cooperació entre l'ONG alemanya 'SUMA-EV - Associació per a l'accés lliure al coneixement' i la Universitat de Hannover, el sistema es basa en 24 webs a petita escala. rastrejadors sota el propi control de MetaGer. El setembre de 2013, MetaGer va llançar MetaGer.net, una versió en anglès del seu motor de cerca.

## Característiques
Les consultes de cerca es transmeten a fins a 50 motors de cerca. Els resultats es filtren, es compilen i s'ordenen abans de presentar-los a l'usuari. Els usuaris poden seleccionar els motors de cerca per consultar segons les seves eleccions individuals entre altres opcions (com ara "comprovar la disponibilitat i ordenar per data"). La protecció de la privadesa s'implementa mitjançant diverses funcions: MetaGer proporciona accés als seus serveis només mitjançant connexions xifrades. A partir de desembre de 2013, també hi ha un servei ocult TOR (b7cxf4dkdsko6ah2.onion/tor/) que permet als usuaris accedir a la funcionalitat de cerca MetaGer des de la xarxa TOR. Des del febrer de 2014, MetaGer també ofereix l'opció d'obrir les pàgines web de resultats de manera anònima ("obrir de manera anònima").
Des del 29 d'agost de 2013 hi ha disponible una versió en anglès de MetaGer. El codi font de MetaGer es va publicar a Gitlab el 16 d'agost de 2016.